# Lahar (deus)
Na mitologia suméria Lahar é o deus do gado enviado por Enlil e Enki do paraíso para a terra de modo a gerar abundância em seu rebanho. Ele é irmão de Ashnan. Lahar, junto de sua irmã, foram criados na câmara de criação dos deuses para que Annunnaki pudesse ter comida e roupas. Quando a Annunnaki foi encontrada incapaz de fazer uso dos produtos deles, a humanidade foi criada para prover uma conexão para os serços deles. Ele é geralmente descrito como tendo orelas de brotos de milho em seus ombros. Ele também carrega um arco e um clave e é frequentemente representado com um carneiro aos seus pés.